# Persone di cognome Piazza
| Questa pagina contiene informazioni ricavate automaticamente dalle voci biografiche con l'ausilio del template Bio e di un bot. L'aggiornamento è periodico e automatico e ricostruisce completamente la pagina. Se manca una persona in questa lista, sei pregato di non aggiungerla, ma accertati piuttosto che la sua voce biografica contenga il template Bio e che i dati anagrafici siano correttamente compilati. Se il template Bio manca, inseriscilo tu stesso o, in alternativa, metti l'avviso {{tmp\|Bio}} che ne segnala la mancanza. Se i dati riportati sono sbagliati, correggi direttamente la voce biografica; le modifiche saranno visibili in questa lista entro pochi giorni. Per chiarimenti vedi il progetto antroponimi. La lista contiene solo le 52 persone che sono citate nell'enciclopedia e per le quali è stato implementato correttamente il template Bio. Pagina aggiornata al 17 ott 2024. |

Questa è una lista di persone presenti nell'enciclopedia che hanno il cognome Piazza, suddivise per attività principale.

## Allenatori di calcio(1)
- Osvaldo Piazza, allenatore di calcio e ex calciatore argentino (Buenos Aires, n. 1947)

## Allenatori di pallavolo(1)
- Claudio Piazza, allenatore di pallavolo e ex pallavolista italiano (Pontedera, n. 1941)

## Architetti(1)
- Ambrosio Piazza, architetto e scultore italiano (Claino con Osteno)

## Attori(4)
- Ben Piazza, attore statunitense (Little Rock, n. 1933 - Los Angeles, † 1991)
- Giorgio Piazza, attore, doppiatore e direttore del doppiaggio italiano (Roma, n. 1925 - Roma, † 2010)
- Graziano Piazza, attore, regista teatrale e scultore italiano (Domodossola, n. 1964)
- Vincent Piazza, attore statunitense (New York, n. 1976)

## Attrici(2)
- Daniela Piazza, attrice italiana (Caserta, n. 1972)
- Zora Piazza, attrice italiana (Vercelli, n. 1919 - Roma)

## Avvocati(1)
- Angelo Piazza, avvocato e politico italiano (Bologna, n. 1955)

## Baritoni(1)
- Luigi Piazza, baritono italiano (Bologna, n. 1884 - Bologna, † 1967)

## Calciatori(4)
- Carlo Piazza, calciatore italiano (n. 1891)
- Gian Guido Piazza, calciatore e dirigente sportivo italiano (Milano, n. 1887 - Somma Lombardo, † 1945)
- Gian Emilio Piazza, calciatore italiano (Legnano, n. 1914 - Somma Lombardo, † 1992)
- Giulio Piazza, calciatore italiano (Milano, n. 1918)

## Calciatrici(2)
- Alessia Piazza, calciatrice italiana (Como, n. 1998)
- Martina Piazza, calciatrice italiana (n. 1995)

## Cantastorie(1)
- Marino Piazza, cantastorie italiano (Bazzano, n. 1909 - Bologna, † 1993)

## Cardinali(2)
- Adeodato Piazza, cardinale e patriarca cattolico italiano (Vigo di Cadore, n. 1884 - Roma, † 1957)
- Giulio Piazza, cardinale e arcivescovo cattolico italiano (Forlì, n. 1663 - Faenza, † 1726)

## Cestisti(2)
- Alessandro Piazza, cestista italiano (Bologna, n. 1987)
- Mario Piazza, ex cestista e allenatore di pallacanestro italiano (Marsala, n. 1969)

## Ciclisti su strada(1)
- Donato Piazza, ciclista su strada e pistard italiano (Villasanta, n. 1930 - Monza, † 1997)

## Editori(1)
- Henri Piazza, editore, traduttore e poeta italiano (Roma, n. 1861 - Parigi, † 1929)

## Educatrici(1)
- Rosa Piazza, educatrice italiana (Venezia, n. 1844 - † 1914)

## Giocatori di baseball(1)
- Mike Piazza, giocatore di baseball, allenatore di baseball e dirigente sportivo statunitense (Norristown, n. 1968)

## Giornalisti(1)
- Antonio Piazza, giornalista, poeta e traduttore italiano (Brescia, n. 1795 - Milano, † 1872)

## Logici(1)
- Mario Piazza, logico e filosofo italiano (Roma, n. 1969)

## Medici(1)
- Marcello Piazza, medico italiano (Napoli, n. 1935 - Napoli, † 2022)

## Militari(1)
- Carlo Maria Piazza, ufficiale e aviatore italiano (Busto Arsizio, n. 1871 - Milano, † 1917)

## Musicisti(1)
- Giovanni Piazza, musicista e insegnante italiano (Roma, n. 1937 - Roma, † 2022)

## Pallavolisti(1)
- Roberto Piazza, ex pallavolista e allenatore di pallavolo italiano (Parma, n. 1968)

## Pittori(4)
- Albertino Piazza, pittore italiano (Lodi, n. 1490 - Lodi, † 1529)
- Callisto Piazza, pittore italiano (Lodi, n. 1500 - † 1561)
- Francesco Piazza, pittore, incisore e poeta italiano (Venezia, n. 1931 - Treviso, † 2007)
- Martino Piazza, pittore italiano (Lodi - † 1523)

## Politici(4)
- Aldo Piazza, politico italiano (Agrigento, n. 1956)
- Angelo Piazza, politico italiano (Torino, n. 1802)
- Camillo Piazza, politico italiano (Monza, n. 1963)
- Francesco Piazza, politico italiano (Cremona, n. 1810 - Cremona, † 1879)

## Poliziotti(1)
- Emanuele Piazza, poliziotto e agente segreto italiano (Palermo, n. 1960 - Capaci, † 1990)

## Pugili(1)
- Oddone Piazza, pugile italiano (Valli del Pasubio, n. 1908 - Boston, † 1967)

## Scrittori(3)
- Antonio Piazza, scrittore, giornalista e drammaturgo italiano (Venezia, n. 1742 - Milano, † 1825)
- Bruno Piazza, scrittore e superstite dell'Olocausto italiano (Trieste, n. 1889 - Trieste, † 1946)
- Ettore Piazza, scrittore, poeta e drammaturgo italiano (Carpignano Sesia, n. 1901 - Genova, † 1962)

## Showgirl(1)
- Loredana Piazza, showgirl e ex modella italiana (Cormons, n. 1955)

## Sociologhe(1)
- Marina Piazza, sociologa e saggista italiana (n. 1939)

## Soprani(1)
- Marguerite Piazza, soprano e filantropa statunitense (New Orleans, n. 1920 - Memphis, † 2012)

## Vescovi cattolici(3)
- Alessandro Piazza, vescovo cattolico e biblista italiano (Genova, n. 1915 - Albenga, † 1995)
- Francesco Piazza, vescovo cattolico italiano (Forlì, n. 1707 - Forlì, † 1769)
- Orazio Francesco Piazza, vescovo cattolico italiano (Solopaca, n. 1953)

## Senza attività specificata(1)
- Guglielmo Piazza,  italiano (Milano, † 1630)